# Rosental (Bulgarien)

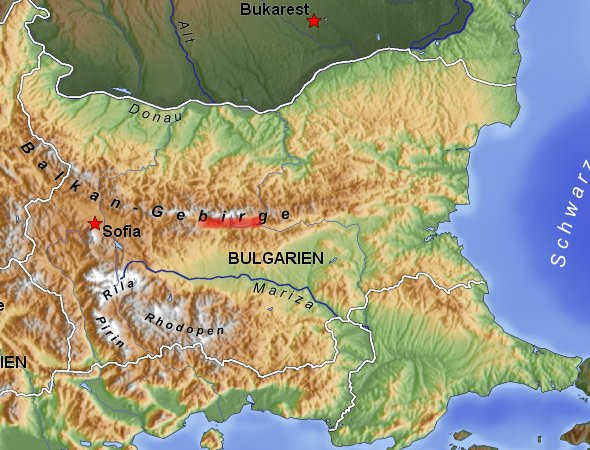
Lage des Rosentals in Zentralbulgarien (rot markiert)

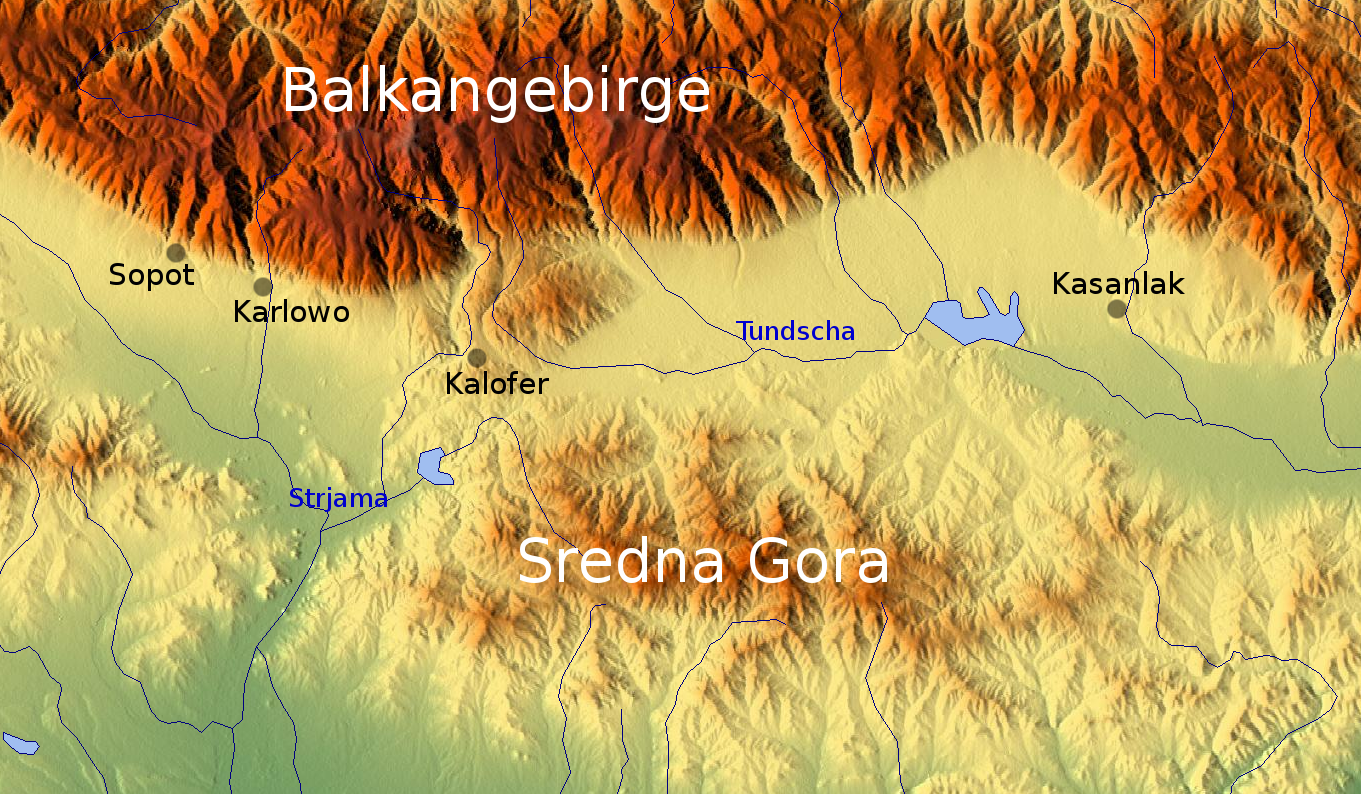
Das Rosental mit den Städten Sopot, Karlowo, Kalofer, Kasanlak (von West nach Ost) zwischen dem Balkangebirge im Norden und der Sredna Gora im Süden

Das Rosental oder Tal der Rosen (bulgarisch Розова долина Rosowa dolina; wissenschaftliche Transkription: Rozova dolina) ist ein Gebiet in Zentral-Bulgarien, östlich der bulgarischen Hauptstadt Sofia (bulgarisch: София) gelegen.
Das Rosental ist für den Freiluft-Anbau von weißen, rosa und roten Rosen bekannt, die dort auf kilometerlangen Feldern für industrielle Zwecke wachsen. Im windgeschützten Tal zwischen den beiden in Ost-West-Richtung verlaufenden Gebirgszügen werden seit Jahrhunderten Damaszener-Rosen (Rosa damascena) angebaut, hauptsächlich die Sorte Trigintipetala, synonym Kazanlak, die als „Bulgarische Ölrose“ bereits 1689 erwähnt wird. Aus den Blütenblättern dieser Rose wird mittels Destillation Rosenöl gewonnen, eines der teuersten ätherischen Öle. Rosenöl findet breite Anwendung in der Parfümerie, beim Parfümieren von Lebensmitteln und Genussmitteln und in der Pharmazie.

## Lage

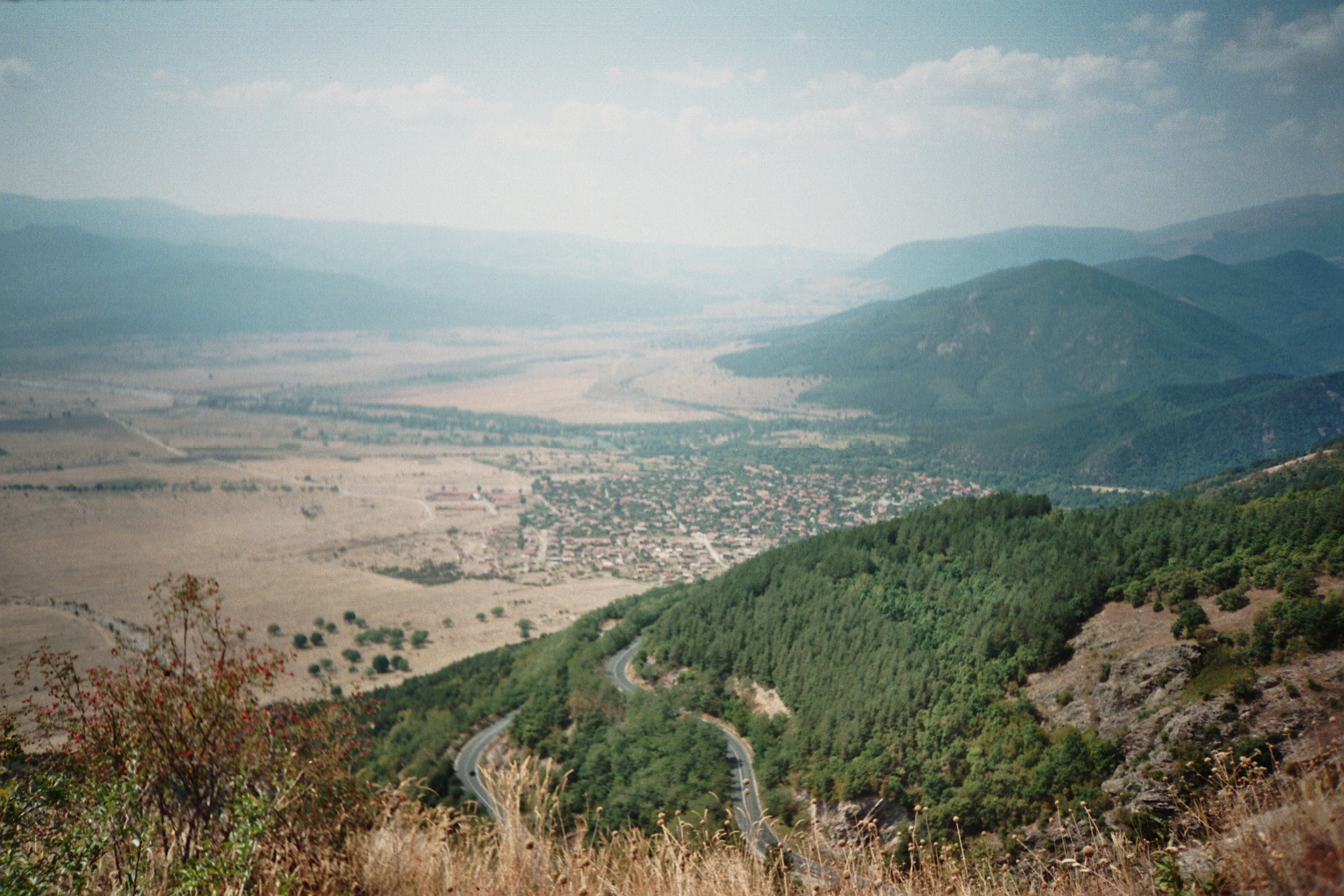
Blick vom Trojan-Pass auf das Rosental

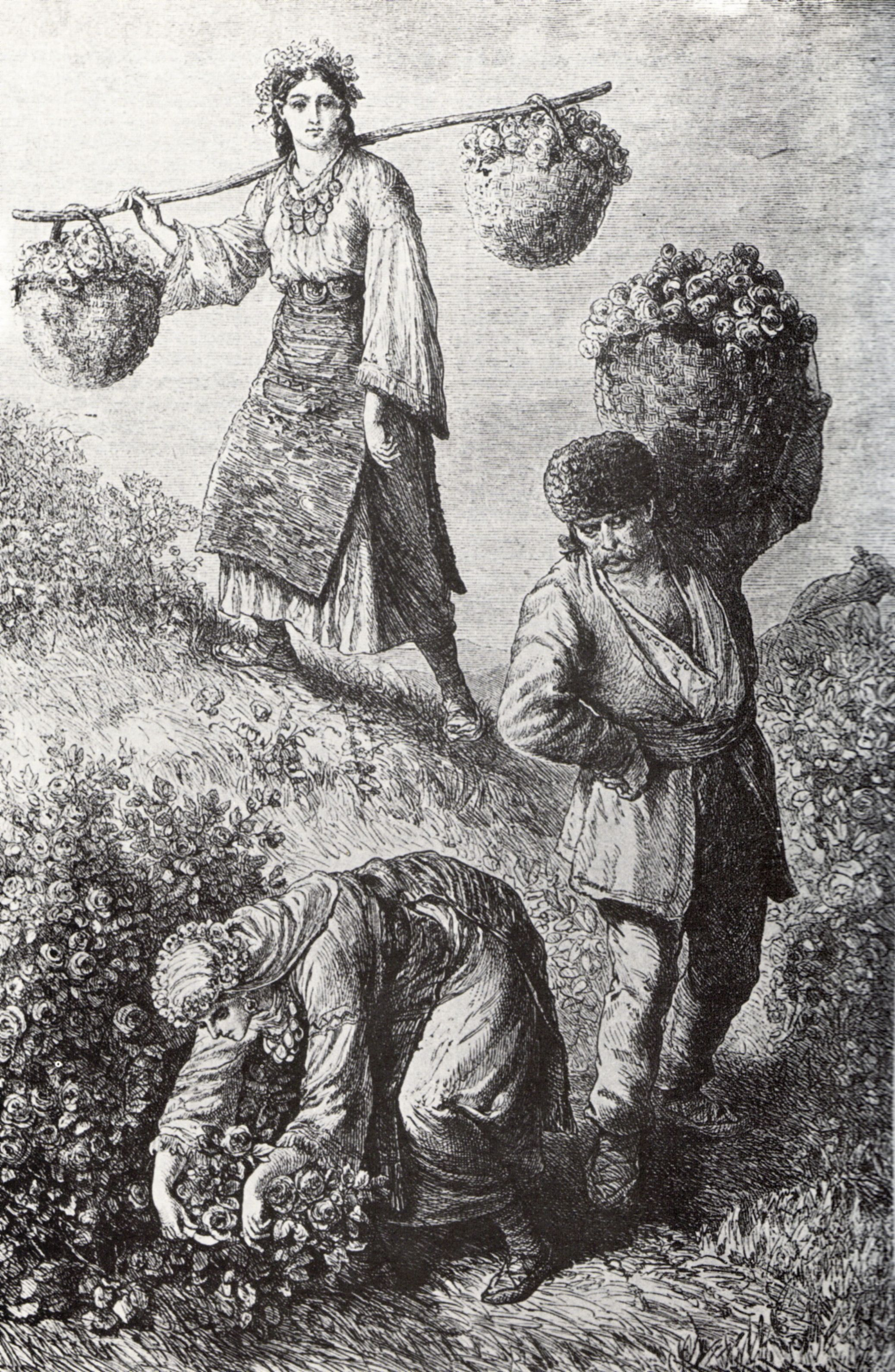
Rosenpflückerinnen bei Kasanlak (1879)

Das Rosental verläuft in Ost-West-Richtung. Der östliche Teil erstreckt sich über eine Breite von 10–12 Kilometern und ist 95 km lang. Mit einer durchschnittlichen Höhe von 350 Metern nimmt er 1.895 km² ein. Der westliche Teil bedeckt 1.387 km² auf einer Länge von 55 Kilometern und einer Breite von 16 Kilometern. Das Tal ist nahezu eben und wird im Norden und im Süden von Gebirgen begrenzt – im Norden vom zentralen Balkangebirge und im Süden vom östlichen Teil der Gebirgskette Sredna Gora (bulgarisch Cредна гора). Das Rosental besteht geologisch gesehen aus zwei Flusstälern – im Westen aus dem Flusstal der Strjama (bulgarisch Cтряма) und im Osten aus dem Tal der Tundscha (bulgarisch Tунджа). Der westliche Teil des Rosentals wird auch als Karlowo-Talkessel (bulgarisch Карловска котловина) bezeichnet und ist nach der Stadt Karlowo (Lage) benannt. Der östliche Teil des Rosentals wird als Kasanlak-Talkessel (bulgarisch Казанлъшко поле, wörtlich Kasanlaker Feld) nach der nahe gelegenen Stadt Kasanlak (Lage) bezeichnet.
Im Rosental gibt es auch einige thrakische Grabhügel.

## Wirtschaft
Im 17. Jahrhundert dehnte sich die Rosenkultivation von Persien nach Indien, Nordafrika und in die Türkei aus. Im Jahr 1710 begann der Rosenanbau in Bulgarien, in Kasanlak. Seit 1750 ist die Region zwischen Kasanlak und Karlowo die bedeutendste Anbauregion zur Gewinnung von Rosenöl. Anfang des 20. Jahrhunderts gab es in Bulgarien noch ungefähr 2800 kleinere Destillierbetriebe für Rosenöl mit Wasserdampfbehältern für etwa ein bis zehn Tonnen Blüten.
Bulgarien ist der größte Erzeuger von Rosenöl auf der Welt, es liefert 70 % der Weltproduktion an Rosenöl. Die Rosen dafür werden hauptsächlich im Rosental angebaut, deren Blütenblätter werden sehr früh morgens geerntet, da dann der Anteil an Öl in ihnen am größten ist. Aus drei Tonnen Blüten wird ungefähr ein Liter Rosenöl destilliert. Das entspricht einer Ausbeute von lediglich 0,02 bis 0,05 %. Bulgarien produzierte im Jahr 2003 ungefähr 900 kg Rosenöl. Das Zentrum der Industrie für Rosenöl ist Kasanlak, weitere kleinere Zentren sind Karlowo, Sopot und Kalofer.
Die Saison für das Pflücken der Rosenblätter dauert von Mai bis Juni. In dieser Zeit duftet das ganze Tal nach Rosen und ist von Rosen bedeckt. Das Pflücken der Rosen ist traditionell eine Aufgabe der Frauen, wofür viel Geschick und Ausdauer erforderlich ist. Die Blüten werden vorsichtig einzeln abgeschnitten, in Weidenkörbe gelegt und zur Destillerie gefahren. Nach dem Ende der Pflücksaison im Juni werden in den Dörfern und Städten Blumenfeiern und Folklorefeste gefeiert. Jedes Jahr wird im Rosental ein Festival der Rosen und des Rosenöls abgehalten.
Neben dem Rosenanbau wird im Rosental auch Weinbau betrieben. Die geographische Herkunft „Rosentaler Kadarka“ ist nach dem Rosental benannt worden.

## Personen
Im Rosental wuchsen einige Revolutionäre der Bulgarischen Wiedergeburt auf:
- Wassil Lewski (bulgarisch Васил Левски, geboren in Karlowo)
- Christo Botew (bulgarisch Христо Ботев, geboren in Kalofer)
- Iwan Wasow (bulgarisch Иван Вазов, geboren in Sopot)

## Sonstiges
Das Rosental ist seit 2005 Namensgeber für den Rosental-Gletscher auf der Livingston-Insel in der Antarktis.